# Малокалинове
Малокалинове (до 1951 року — відділення Першотравневого молокорадгоспу, до 2016 — Радгоспний) — селище в Україні, у Сорокинській міській громаді Довжанського району Луганської області. З 2014 року є окупованим. Населення становить 8 осіб.

## Географія
Географічні координати: 48°14' пн. ш. 39°41' сх. д. Часовий пояс — UTC+2. Загальна площа селище — 1,86 км².
Селище розташоване у східній частині Донбасу за 3 км від села Верхньошевирівка.

## Історія
Засноване у 1920 році як відділення Першотравневого молокорадгоспу, в 1951 перейменоване на Радгоспний, в 2016 — на Малокалинове.
12 червня 2020 року, відповідно до Розпорядження Кабінету Міністрів України № 717-р «Про визначення адміністративних центрів та затвердження територій територіальних громад Луганської області», увійшло до складу Сорокинської міської громади.
17 липня 2020 року, в результаті адміністративно-територіальної реформи та ліквідації  Сорокинського району, увійшло до складу новоутвореного Довжанського району.

## Населення
За даними перепису 2001 року населення селища становило 8 осіб, з них 12,5% зазначили рідною мову українську, 87,5% — російську.